# Лауфер Марк Володимирович
Лауфер Марк Володимирович — український кіноінженер. Кандидат технічних наук (1943).
Народ. 30 вересня 1910 року в Києві в родині лікарів. Закінчив Київський політехнічний інститут (1936). Викладав у Київському інституті кіноінженерів. З 1943 р. — доцент Київського політехнічного інституту. Автор праць в галузі звукотехніки, звукозапису і спеціальних вимірювань:
- «Измерение нестабильной скорости звукозаписи» (М., 1980);
- «Теоретические основи магнитной записи» (М., 1982), а також статей у журналах.

Мав 15 авторських свідоцтв. Нагороджений медалями, знаком «Почесний радист СРСР». Був в 1958—1996 роках членом Спілки кінематографістів України. Емігрував в 1996 році.